# Évidemment
«Évidemment» (фр. вимова: [evidamɑ̃] ( прослухати); укр. «Очевидно») — пісня канадської співачки La Zarra, випущена 19 лютого 2023 року. Ця пісня представляла Францію на пісенному конкурсі Євробачення 2023 року після того, як La Zarra була відібрана France Télévisions, французьким мовником пісенного конкурсу Євробачення.

## Пісенний конкурс Євробачення

### Внутрішній відбір
13 січня 2023 року France Télévisions офіційно оголосила, що мовник вибрав La Zarra представляти Францію на пісенному конкурсі Євробачення 2023, а пісня була офіційно випущена 19 лютого 2023 року. За словами La Zarra, створена нею пісня була створена спеціально для пісенного конкурсу Євробачення.
16 лютого 2023 року Ла Зарра офіційно оголосила, що назва її пісні для конкурсу «Évidemment».

### На Євробаченні
Згідно з правилами Євробачення, усі нації, за винятком країни-господарки та « Великої п'ятірки» (Франція, Німеччина, Італія, Іспанія та Великої Британія), повинні пройти кваліфікацію в одному з двох півфіналів, щоб змагатися у фіналі конкурсу; десять кращих країн з кожного півфіналу проходять до фіналу. Будучи членом «Великої п'ятірки», Франція автоматично отримала право брати участь у фіналі 13 травня 2023 року. Окрім участі у фіналі, Франція також повинна була транслювати та голосувати в одному з двох півфіналів. Це було вирішено шляхом жеребкування, проведеного під час жеребкування півфіналу 31 січня 2023 року, коли було оголошено, що Франція голосуватиме в першому півфіналі.

## Чарти
| Chart (2023)                              | Peak position |
| ----------------------------------------- | ------------- |
| Canada Digital Song Sales (Billboard)     | 25            |
| Фінляндія (Suomen virallinen lista)       | 23            |
| France (SNEP)                             | 82            |
| Germany Downloads (GfK Entertainment)     | 26            |
| Greece International (IFPI)               | 10            |
| Iceland (Plötutíðindi)                    | 13            |
| Ireland (IRMA)                            | 95            |
| Lithuania (AGATA)                         | 7             |
| Netherlands (Single Tip)                  | 14            |
| Poland (Polish Streaming Top 100)         | 44            |
| Португалія (AFP)                          | 197           |
| Quebec (ADISQ)                            | 1             |
| Sweden (Sverigetopplistan)                | 84            |
| Швейцарія (Media Control AG)              | 79            |
| Велика Британія (Official Charts Company) | 94            |